# مانويل أكانجي
مانويل أوبافيمي أكانجي (مواليد 19 يوليو 1995) هو لاعب كرة قدم سويسري يجيد اللعب في مركز قلب الدفاع، ويلعب أيضًا كظهير أيمن، ويلعب حاليًا لنادي مانشستر سيتي الأنجليزي.

## بطولات وإنجازات اللاعب

### بازل
- دوري السوبر السويسري: 2015–2016

## روابط خارجية
- مانويل أكانجي على موقع الاتحاد الدولي (مؤرشف)  (الإنجليزية)
- مانويل أكانجي على موقع الاتحاد الأوربي (الإنجليزية)
- مانويل أكانجي على موقع إي إس بي إن إف سي (الإنجليزية)
- مانويل أكانجي على موقع قاعدة بيانات كرة القدم.إي يو (الإنجليزية)
- مانويل أكانجي على موقع ليكيب (الفرنسية)
- مانويل أكانجي على موقع ناشيونال فوتبول تيمز (الإنجليزية)
- مانويل أكانجي على موقع Soccerbase.com (لاعب) (الإنجليزية)
- مانويل أكانجي على موقع Soccerway.com (الإنجليزية)
- مانويل أكانجي على موقع عالم كرة القدم.نت (الإنجليزية)
- مانويل أكانجي على موقع AS.com (الإسبانية)
- Manuel Akanji